# Willow Island
Willow Island – jednostka osadnicza w Stanach Zjednoczonych, w stanie Nebraska, w hrabstwie Buffalo.